# Zemun Polje
Zemun Polje (srpski: Земун Поље)  je urbano predgrađe Beograda, glavnog grada Srbije. Smješteno je u općini Zemun, južno od autoceste E72.

## Općenito
Zemun Polje je smješteno između Batajnice i Nove Galenike.Južno od Zemun polja nalazi se novoizgrašeno plansko naselje Altina. U naselju se nalazi željeznička postaja s redovitim linijama s Beogradom, odnosno Novim Sadom. Po popisu stanovništva 2002. Zemun Polje ima 12.901 stanovnika. 